# Ruta 128 (Chile)
La Ruta 128 es una carretera chilena ubicada en la Región del Maule. La ruta se inicia en la Ruta 5 en Parral y finaliza en la Ruta M-50 en Cauquenes.
El 19 de febrero de 2009, el Ministerio de Obras Públicas declaró esta ruta como camino nacional entre la Ruta 5, Parral y Cauquenes, asignándole el rol 128.

## Áreas Geográficas y Urbanas
- kilómetro 0 Autopista Talca-Chillán.
- kilómetro 53 Comuna de Cauquenes.

## Sectores de la Ruta
- Parral·Cauquenes Carretera Pavimentada.